# 양학동역
양학동역(良鶴洞驛)은 경상북도 포항시 북구 학잠동 소재의 역으로 한국철도공사 대구지사 산하의 임시승강장이었다. 포항 스틸야드에서 열리는 K리그의 경기 광고에서는 양학역이라고 표기하기도 했다.

## 개요
상대적으로 거주구역이 많았던 양학동에서 포항제철로 통근하는 사람들을 수용하기 위해 생긴 임시승강장으로 포항 ~ 제철간을 운행한 괴동선 통근열차만이 정차하였다. 해당 열차는 원칙적으로 포항제철 관계자만이 승차할 수 있었으나, 다만 K리그 경기가 열리는 포항 스틸야드(제철역 인근)로 가는 노선이기도 해 경기가 있을 때에는 일반인의 승차를 허가하여 구장으로의 접근성을 강화하였다.

## 역사
- 1979년 6월 7일 : 임시승강장으로 영업 개시[2]
- 2005년 7월 1일 : 괴동선 통근열차의 폐지와 함께 운행 중지, 사실상 폐지[1]

## 같이 보기
- 포항역
- 포스코 통근열차